# Tom Vandyck
Tom Vandyck (Antwerpen) is een Vlaamse journalist.

## Levensloop
Hij werkt voor verschillende media, waaronder De Morgen en Humo. Tegenwoordig woont hij in Minneapolis in de Verenigde Staten, waar hij werkt als VS-correspondent voor Belgische media. Hij schreef het boek Amerika zoals het is over het leven in Amerika.
Eerder was hij actief bij het hiphop-collectief Sint Andries MC's (onder het pseudoniem "Too Tuff") en als journalist bij P-Magazine.